# Liste der Biografien/Gez
Liste der Biografien |
Portal Biografien |
Personensuche
# |
A |
B |
C |
D |
E |
F |
G |
H |
I |
J |
K |
L |
M |
N |
O |
P |
Q |
R |
S |
T |
U |
V |
W |
X |
Y |
Z |
?
 
Ga |
Gb |
Gc |
Gd |
Ge |
Gf |
Gh |
Gi |
Gj |
Gk |
Gl |
Gm |
Gn |
Go |
Gp |
Gq |
Gr |
Gs |
Gu |
Gv |
Gw |
Gy |
Gz
 
Gea |
Geb |
Gec |
Ged |
Gee |
Gef |
Geg |
Geh |
Gei |
Gej |
Gek |
Gel |
Gem |
Gen |
Geo |
Gep |
Ger |
Ges |
Get |
Geu |
Gev |
Gew |
Gex |
Gey |
Gez
Die Liste der Biografien führt alle Personen auf, die in der deutschsprachigen Wikipedia einen Artikel haben. Dieses ist eine Teilliste mit 29 Einträgen von Personen, deren Namen mit den Buchstaben „Gez“ beginnt.

## Gez

### Geza
- Géza († 997), Großfürst von Ungarn, Vater von Stephan I.
- Géza I. (1048–1077), König von Ungarn
- Géza II. (1130–1162), König von Ungarn
- Gezadse, Surab (* 1971), georgischer Regisseur, Schauspieler und Manager des Micheil-Tumanischwili-Schauspiel-Theaters
- Gezah, Hala (* 1989), libysche Sprinterin
- Gezahegn, Kelkile (* 1996), äthiopischer Langstreckenläufer
- Gezahegne, Kalkidan (* 1991), bahrainische Mittelstreckenläuferin äthiopischer Herkunft

### Geze
- Gezek, Baran (* 2005), türkischer Fußballspieler
- Gezelinus von Schlebusch, Laienbruder im Zisterzienserkloster Altenberg
- Gezelius, Johannes der Ältere (1615–1690), finnisch-schwedischer Theologe
- Gezelius, Johannes der Jüngere (1647–1718), schwedisch-finnländischer Theologe
- Gezelle, Guido (1830–1899), flämischer Dichter
- Gezemann († 1042), Bischof von Eichstätt
- Gezen, Ayhan (* 1972), deutsch-türkischer Fußballspieler
- Gezer, Evren (* 1980), deutsche Radio-Moderatorin und Sprecherin
- Gezer, Özlem (* 1981), deutsche Journalistin
- Gezeravcı, Alper (* 1979), türkischer Kampfpilot und Raumfahrer

### Gezg
- Gezgin, Özlem (* 1996), türkische Schauspielerin

### Gezi
- Gezici, Adem (* 1983), türkischer Fußballspieler

### Gezm
- Gezmiş, Deniz (1947–1972), türkischer Gründer und Führer der THKO (Volksbefreiungsarmee der Türkei; People’s Liberation Army of Turkey)
- Gezmiş, Hamza (* 1979), türkischer Fußballspieler

### Gezo
- Gezo († 1858), König von DahomeyGezo († 1858)

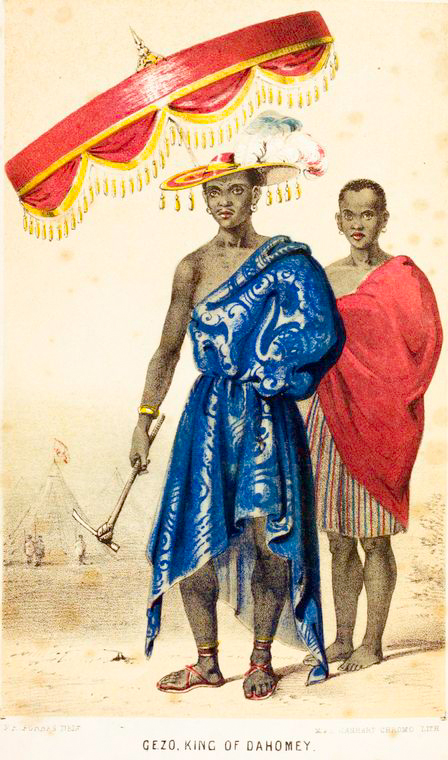
Gezo († 1858)

- Gezork, Herbert (1900–1984), deutsch-amerikanischer Baptistenpastor
- Gezos, Kosmas (* 1992), griechischer Fußballspieler
- Gezos, Polydoros (* 1994), griechischer Fußballspieler
- Gezow, Amira (1929–2020), deutsche Holocaustüberlebende
- Gezow, Walentin (* 1967), bulgarischer Ringer

### Gezz
- Gezza, Sadjah (1900–1980), deutsche Schauspielerin und Tänzerin
- Gezzar, Nour-Eddine (* 1980), französischer Hindernis- und Langstreckenläufer